# Liste der Nummer-eins-Hits in Portugal (2006)
Diese Liste enthält alle Nummer-eins-Alben in Portugal im Jahr 2006. Es gab in diesem Jahr zehn Nummer-eins-Alben.
| Alben |
| --- |
| - D’ZRT – Ao vivo no Coliseus - 2 Wochen (19. Dezember 2005 – 1. Januar 2006) - Il Divo – Ancora - 7 Wochen (2. Januar – 19. Februar, insgesamt 8 Wochen; → 2005) - Melanie C – Beautiful Intentions - 9 Wochen (20. Februar – 22. April) - Moonspell – Memorial - 1 Woche (23. April – 29. April) - Pearl Jam – Pearl Jam - 2 Wochen (30. April – 13. Mai) - FF – Eu aqui - 4 Wochen (14. Mai – 10. Juni) - D’ZRT – Original - 1 Woche (11. Juni – 17. Juni) - Flor – Floribella - 15 Wochen (18. Juni – 30. September) - André Sardet – Acústico - 11 Wochen (1. Oktober – 16. Dezember) - 4Taste – 4Taste - 3 Wochen (17. Dezember 2006 – 6. Januar 2007) |